# West-Antarctische ijskap

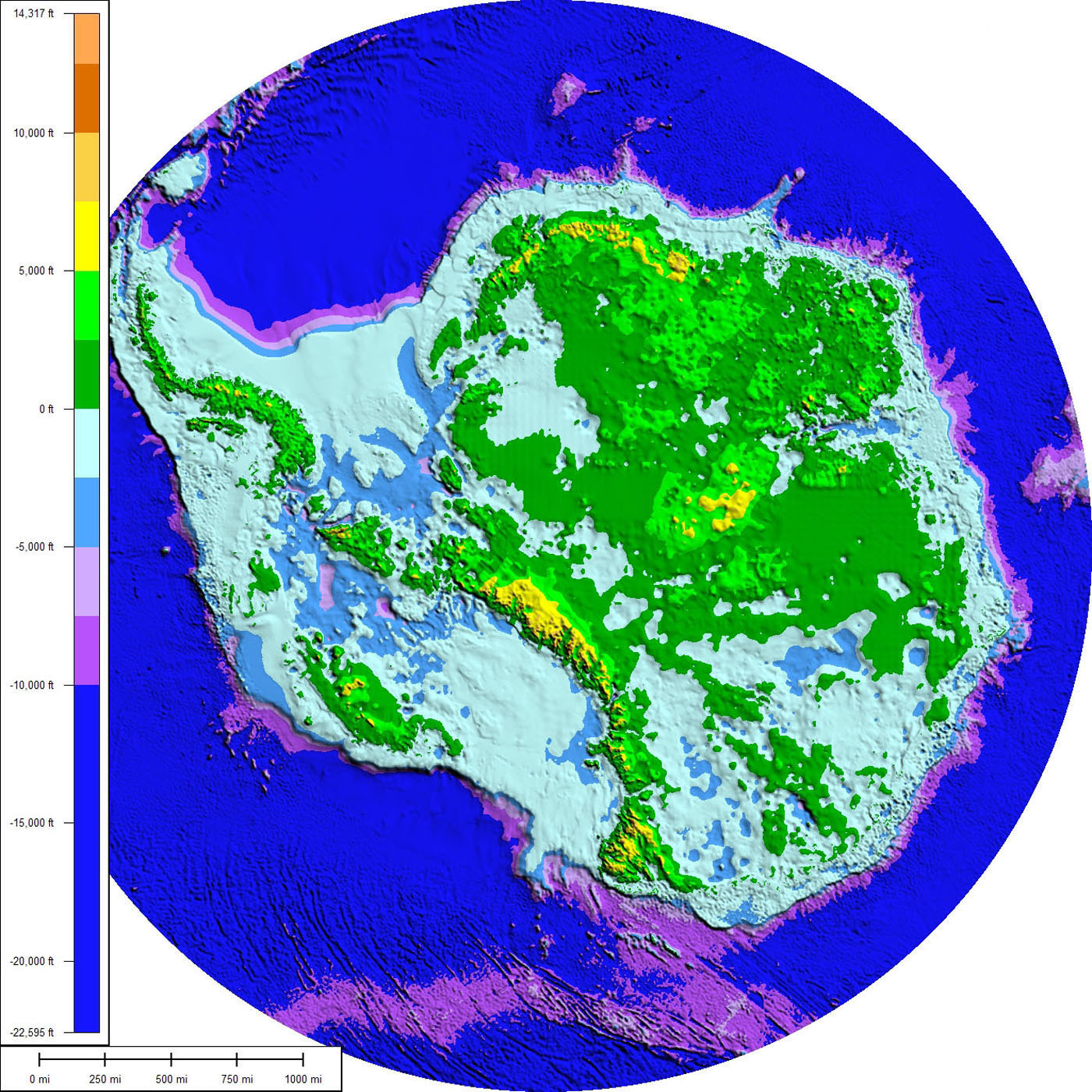
Een topografische en bathymetrische kaart van Antarctica zonder ijskappen, en met het zeeniveau van rond 2008

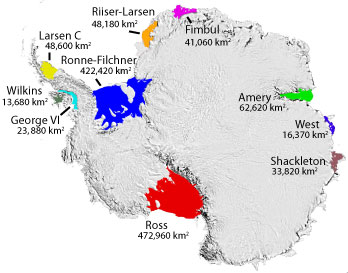
IJsplateaus op Antarctica, met onder meer Filchner-Ronne-ijsplateau (blauw) en Ross-ijsplateau (rood)

De West-Antarctische ijskap is het deel van de antarctische ijskap boven West-Antarctica, het zuidpoolgebied ten westen van het Transantarctisch Gebergte, in het Westelijk halfrond. 
De basis van deze ijskap ligt grotendeels beneden het zeeniveau maar wel op de rotsbodem  ('grounded ice'), met drijvende ijskappen aan de randen. Hij wordt begrensd door het Ross-ijsplateau en het Filchner-Ronne-ijsplateau, en door gletsjers die uitmonden in de Amundsenzee, waaronder de Pine-Islandgletsjer, de Thwaitesgletsjer en de Smithgletsjer. 
De West-Antarctische ijskap wordt beschouwd als een potentieel instabiele ijsmassa, die -minstens theoretisch- op vrij korte termijn zou kunnen desintegreren, mede als gevolg van de opwarming van de Aarde. Dit zou grote gevolgen hebben voor het zeespiegelniveau wereldwijd.
Het volume van de West-Antarctische ijskap wordt geschat op ongeveer 2.2 miljoen km3 wat ongeveer 10% van het totale ijsvolume van Antarctica is. Mocht de hele West-Antarctische ijskap smelten, zou dit bijdragen aan een wereldwijde zeespiegelstijging van ongeveer 3 m.